# Каменно-Бродская волость
Ка́менно-Бро́дская во́лость, также Ка́меннобродская во́лость — административно-территориальная единица Славяносербского уезда Екатеринославской губернии. Ныне территория Луганской области и города Луганска, областного центра.
По состоянию на 1886 год состояла из 1 поселения, 1 сельской общины. Население — 3140 человек (1594 мужского пола и 1546 — женского), 557 дворовых хозяйств.
|                       | Площадь, десятин | В том числе пахотной, дес. |
| --------------------- | ---------------- | -------------------------- |
| Сельских общин        | 5150             | 2400                       |
| Частной собственности | 11               | 8                          |
| Другой собственности  | 131              | 20                         |
| В целом               | 5292             | 2428                       |

Единственное поселение волости:
- Каменный Брод — село возле реки Лугань в 29 верстах от уездного города, 2 436 человек, 557 дворов, православная церковь, школа, 5 лавок.

На 1902 год
- Каменный Брод — волостной центр
- Николаевка 2-я?
- Новоселовка
- Петровенька (1-я, 2-я)
- Петрово-Голенка (Дмитриевка)
- Петрово-Марьевка
- Сентовка (Светличная)
- Соколовка 1-я (Березовка)
- Сокологоровка (Соколовка 2-я)
- Терновый